# Frederick Mathushek

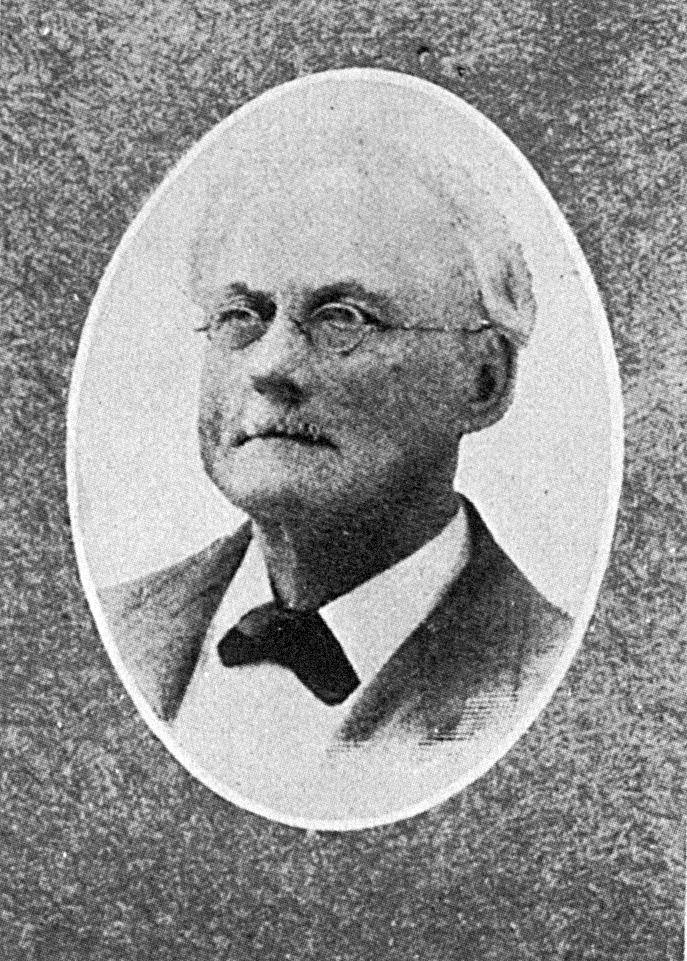
Frederick Mathushek

Frederick Mathushek (* 9. Juni 1814 in Mannheim; † 9. November 1891 in New York) war ein US-amerikanischer Klavierbauer mit deutschem Ursprung, sein Geburtsname war Friedrich Matuschek.
Er hatte im deutschen Worms und in den Vereinigten Staaten in New York City und in New Haven (Connecticut) während der zweiten Hälfte des 19. Jahrhunderts gearbeitet. Sein Name bestand noch bei verschiedenen Klavierherstellern bis in die 1950er Jahre fort und wurde als unabhängige Handelsmarke 2005 und 2008 eingetragen.

## Worms

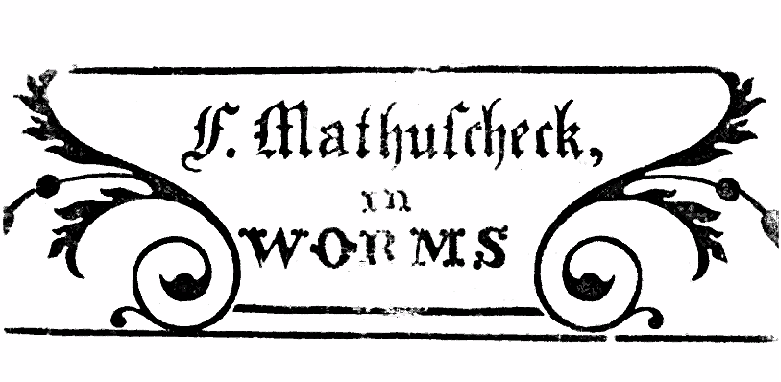

Frederick Mathushek wurde in Mannheim im Großherzogtum Baden am 9. Juni 1814 geboren. Er machte bis zu seinem 17. Lebensjahr eine Berufsausbildung als Klavierbauer. Anschließend ging er auf die Wanderschaft, um sich in verschiedenen Klavierfabriken in Deutschland, Österreich, in Russland und auch in Paris das Wissen anzueignen, das erforderlich war, um zu einer Meisterprüfung zugelassen zu werden und dann als Meister seinen eigenen Klavierbaubetrieb in Worms eröffnen zu können. Seine Klaviere waren erkennbar von seiner Zeit in Paris bei dem Klavierbauer Jean-Henri Pape beeinflusst.

## New York, 1850er Jahre
Mathushek hatte zunächst eine Vorgesetztenposition in der Londoner Klavierfabrik von Erard. 1849 emigrierte er nach New York. Dort arbeitete er für John B. Dunham, der einer der ersten Klavierbauer war, die schon einige Jahre zuvor das „Overstringing“ (Basssaiten-Überkreuzung) in Amerika eingeführt hatten. Alfred Dolge schrieb, dass Mathushek 1850 eine vereinfachte Presse perfektionierte, mittels der das Befilzen von Klavierhämmern geschah. 1851 patentierte er eine Methode des Überkreuzens mittels Graugussrahmen in Tafelklavieren, um eine größere Zahl an Saiten mit dickeren Durchmessern unterbringen zu können. Das Arrangement beabsichtigte, den Klang und die Stabilität zu verbessern, und die Skala wurde unter dem Namen sweep scale bekannt, weil diese Skala die Saiten weit mehr über den Resonanzboden führte, als das mit konventionellen Methoden der Besaitung machbar war.
Mathushek begann seinen eigenen Klavierbau in New York 1852. In diesem Jahr wird er im Adressverzeichnis an der 118 East 21st Street geführt, aber die Klavierhistoriker Daniel Spillane und Alfred Dolge schrieben, dass er 1857 engagiert wurde, um einige der Designs von Spencer B. Driggs in eine praktisch umsetzbare Form zu bringen. Driggs war 1856 von Detroit nach New York umgezogen, nachdem seine linguine  patentiert wurde, eine Einrichtung zur Tonwiederholung. Er bewarb eine Serie von Patenten, die er von der Violinen-Konstruktion abgeleitet hatte, um den Klavierklang zu verbessern. Das besondere Merkmal war der Einbau zweier voneinander unabhängiger Resonanzböden, von denen einer als Gesamtboden des Instruments anstelle der üblicherweise anzutreffenden schweren Tragstruktur diente. Beide Böden waren gewölbt und mittels einer Klangbrücke verbunden, um die Steifigkeit und die Klangeigenschaften zu verbessern.
Zum Jahresende 1859 war Mathushek mit Wellington Wells assoziiert. Sie zeichneten gemeinsam für Patente in der Klavier- und Flügelmechanik verantwortlich. Diese bassüberkreuzten Klaviere hatten sehr eng gesetzte Saiten, die in scharfem Winkel zur Klaviatur standen; man konnte Gemeinsamkeiten zu den zweifach besaiteten Salonflügeln von Chickering and Sons erkennen, die in den frühen 1850er Jahren eingeführt worden waren (nunmehr bekannt unter dem Namen cocked hats), und auch kleine Spinette, Cembalos, die eine Saitenklemmung auf den Stegen mittels Agraffen hatten. Diese klemmten die Saiten so, dass der konkave Resonanzboden aufwärts gezogen wurde.

## Mathushek & Kuhner
1863 war Mathushek Teil von Mathushek & Kühner, in Partnerschaft mit Leopold Kühner. Sie gewannen eine Bronzemedaille für ein „Klavier von neuer und eleganter Form“ bei der Ausstellung des American Institute in jenem Jahr. Das Unternehmen war 1864 an der Adresse 34 Second Avenue und 1866 an der Adresse 10 Second Avenue ansässig.

## Die Mathushek-Klavierfabrik / Mathushek Piano Manufacturing Company

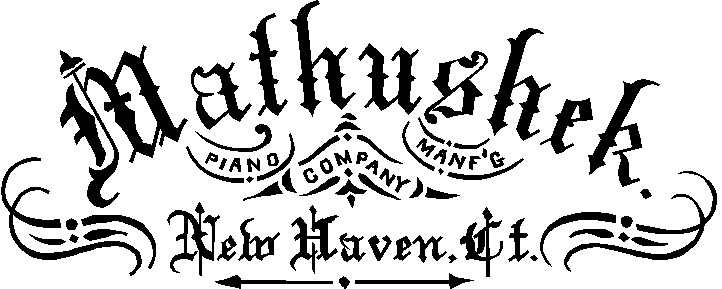

1866 überredete Morris Steinert, ein neu hinzugezogener Musikalienverkäufer in New Haven, Connecticut, Mathushek zum Umzug von New York, um eine neue Klavierfabrik unter dem Namen „Mathushek Piano Manufacturing Company“ zu leiten.
Steinert und seine Investoren zogen sich bald aus der Firmengruppe zurück, und die Eigentümerschaft ging auf Henry S. Parmelee über, dessen Verwandter  Spencer T. Parmelee aus New Haven die Hohldübel am Stimmwirbel patentiert bekommen hatte, einzelne Holzrohrstücke, die in Öffnungen des Gussrahmens eingesetzt wurden, um die Stimmwirbel anstelle eines einteiligen Stimmstocks zu halten.
Damit waren aus den Tafelklavieren nahezu alle strukturellen Elemente aus Holz verbannt; nur noch Gusseisen bildete ab ca. 1862 und 1865 die Tragstruktur. Mathusheks Enkel beschrieb 1882 in einem Bericht für das Magazin Music and Drama, dass Parmelee von Anfang an in das Unternehmen involviert war und „die gesamten Stimmrechte kontrollierte mit Ausnahme derjenigen, die Mathushek gehörten“.
Alfred Dolge, der in dieser Fabrik zwischen 1867 und 1869 gearbeitet hatte, schrieb, dass die neu errichtete Fabrik eine Reihe von Experimenten zur Konstruktion von Resonanzböden durchführte, und stellte ihre Bedeutung für die dann ausgeführten Konstruktionen dar. Man führte aber auch radikale Saitenanordnungen bei den Tafelklavieren ein. Ihr winziges vier Fuß hohes und 147 cm breites Tafelklavier mit dem Namen Colibri hatte 1867 den höchsten Preis auf der Messe des American Institute errungen, und sowohl dieses Klavier als auch der 208 cm lange Orchestral-Tafelquerflügel nutzten die komplette Breite des Resonanzbodens, statt wie in anderen konventionellen Tafelklavieren nur den rechten Teil. Sie verteilten die Saiten auf den gesamten Gusseisenrahmen und den gesamten Resonanzboden. Der equalizing scale, wie sie ihn nannten, beanspruchte ein „Klangvolumen und eine Schönheit des Tones zu produzieren, die sonst nur bei Konzertflügeln anzutreffen sei“.
1871 bot die Gesellschaft auch Wohnzimmerflügel (parlor grands) in „Harfenform“ an, ebenso wie Konzertflügel, und binnen zehn Jahren führte man ein 175 cm langes Tafelklavier ein sowie ein Hochklavier (“upright”), das Stimmwirbelhülsen hatte, um die Stimmung besser als in konventionellen Klavieren zu halten.
1880 etablierte die Mathushek Piano Mfg. Co. ihre eigenen Verkaufsräume in New York an der 23 East 14th Street, und annoncierte, dass man mehr als 5.000 Klaviere gebaut und verkauft habe. 1897 war die Fabrik dann an der Washington Avenue Ecke Brown Street in West Haven, Connecticut, angesiedelt, und man annoncierte, mehr als 30.000 Klaviere verkauft zu haben.
Die Parmelee Piano Works, wo die Mathushek Piano Manufacturing Company ihre Instrumente herstellte, hatten eine der ersten nicht-experimentellen Sprinkleranlagen, installiert von M. Seward & Son aus New Haven, basierend auf dem patentierten Design von Henry S. Parmelee von 1874. Parmelee lizenzierte 1879 das Patent und Verbesserungen daran auf der Basis von Prozentbeteiligungen an die Providence Steam and Gas Pipe. Henry S. Parmelee patentierte sieben Verbesserungen für Sprinkler zwischen 1874 und 1882. Er erhielt 1884 auch Patente zur Konstruktion von Resonanzböden und 1885 zur Konstruktion von Hochklavier-Gehäusen, die den zentralen Gehäuseteil auf einer Art Stützbasis vertikal aufbauten.
Parmelee starb 1902, aber das Unternehmen setzte an derselben Anschrift seine Tätigkeit fort. 1912 war Charles Jacob Präsident.

## New York, 1870er Jahre
Nach der Beschreibung in dem 1882 bei Music and Drama erschienenen Artikel war Mathushek 1870 nach New York zurückgekehrt und war nur dem Namen nach mit der Mathushek Piano Manufacturing Company assoziiert; Dolge datiert das auf ein Jahr später, als er für nicht im Einzelnen zugeordnete Patente aufgelistet wurde, deren Zweck das Kompensieren der Biegelast von Saitenspannungen war, und in Verbindung mit vertikal angeordneten Tastenhebeln für Pianinos. 1874 war Mathushek mit David H. Dunham von Dunham & Sons zusammen, mit dem er Verbesserungen an Eisenrahmen und Stimmstockbrücken patentierte.
1877 annoncierte die Mendelssohn Piano Company ihre letzten dreifach besaiteten Tafelklaviere, die „Mathusheks neue Duplex-Overstrung-Skala benutzten, die größte Verbesserung in der Geschichte des Klavierbaus,“ und beanspruchten, Empfehlungen auf die höchsten Preise und Ehren bekommen zu haben, die bei der Centennial Exhibition 1876 verteilt wurden, wo auch die Mathushek Piano Manufacturing Co. Klaviere ausgestellt hatte.

## Mathushek & Son
1879 patentierten Frederick und Hugo Mathushek jr. eine neue Anordnung von Stegagraffen in Verbindung mit einer Entwicklung zur Begrenzung der Schwingungen der vorderen Anhanglängen, die mit einem Patent 1860 bereits eingeführt waren. Die Steganordnung, equilibre system genannt, beinhaltete das Biegen der Saiten abwechselnd zum Resonanzboden hin und vom Resonanzboden weg zu zwei unterschiedlichen Ebenen von Anhangstiften – ein Unterschied, der bis zu 15 Grad betragen sollte, um den Druck auf den Resonanzboden zu minimieren und auszugleichen (ein Winkel, der bei konventioneller Stegausführung mit Bestiftung im Zickzack üblicherweise weniger als zwei Grad beträgt).
Im folgenden Jahr warnte die Mathushek Piano Manufacturing Co. die Öffentlichkeit vor „gefälschten Klavieren seiner originalen Markenbezeichnung auf Auktionen und sonstwo“.
1881 wurden „die einzig originalen Mathushek mit dem Equilibre-System“ annonciert, dass man sie „erfunden und gefertigt von den original Mathusheks in New York“ habe, und die Öffentlichkeit wurde informiert, dass „Mathushek, New York“ in den Gusseisenrahmen eingegossen werden sollte, als Warnung gegen Klaviere, die in West Haven, Connecticut unter dem gleichen Namen gefertigt würden.
Von 1882 bis 1886 war der Name beansprucht von Mathushek & Kinkeldey in der 210 East 129th Street, New York, ein Unternehmen, das von Frederick Mathusheks Enkel gegründet worden war. Victor Hugo Mathushek, der im Frühjahr 1876 seinen Nachnamen von Doehler auf Mathushek hatte gesetzlich ändern lassen und der mit Charles Kinkeldey geschäftlich verbunden war, der frühere Superintendent oder Generaldirektor von (John B.) Dunham & Sons, der unerwarteterweise zum Jahresende 1880 in Konkurs gegangen war. V. H. Mathushek wurde 1886 Alleineigentümer des Unternehmens. Dies nahm den Namen Mathushek & Son an, mit Sitz in der 108 East 125th Street und 242-244 East 122nd Street. Das Unternehmen wies 1887 Vermögen von $35,000 aus, aber im April 1888 wurde die Gesellschaft an Anteilseigner („assignors“) übergeben.
Frederick Mathushek starb am 9. November 1891 in der 242 West 123rd Street, wo er mit seinem Enkel fünf Jahre lang gelebt hatte. Er war Superintendent bei Mathushek & Son an der Anschrift 344 und 346 East 23rd Street.
Victor Hugo Mathushek setzte die Design-Ideen seines Großvaters fort und erhielt 1891 und 1895 Patente für Resonanzböden (das Duplex Sounding Board) sowie 1896 für Metallrahmen.
Die Fabrik von Mathushek & Son und die Ausstellungsräume befanden sich um das Jahr 1900 am 1569 Broadway an der Ecke der 47th Street in New York, wo sie eine Serie kleiner Pianinos eigener Fertigung verkauften sowie das Modell Apollo, und später auch die „Regal“ genannten Automatenklaviere, und Klaviere bekannterer Hersteller. 1903 öffnete man Verkaufsräume in Red Bank, New Jersey.

## Jacob Brothers
Im Jahr 1900 traten die Klavierbauer und Brüder Charles und C. Albert Jacob von der Fa. Jacob Brothers, gegründet 1877 in New York, dem Unternehmen Mathushek als Direktoren bei. C. A. Jacob war Finanzvorstand. Das Unternehmen benannte im Folgejahr bei der Steuerbehörde ein Kapital von $50.000. 1908 war James P. Beckwith Geschäftsführer.
Victor Hugo Mathushek starb 1910. Im folgenden Jahr gehörte das Unternehmen ganz den Brüdern Jacob, darüber hinaus auch die Klavierbaufirma James & Holmstrom, das Klaviergehäusebauunternehmen Wellington Piano Case Company und der Klaviaturhersteller Abbott Piano Action Company.
Mathushek & Son war von ca. 1918 bis 1930 in der 37 West 37th Street gemeldet.

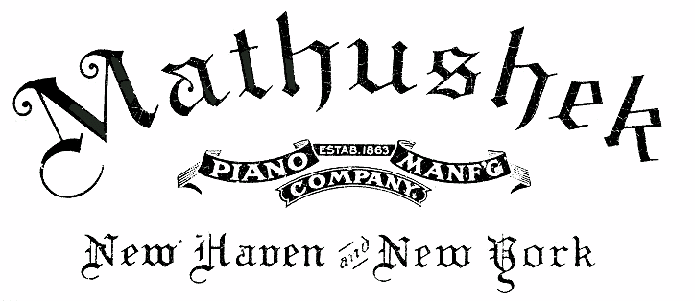

1930 war die Mathushek Piano Manufacturing Company, die ihre alte Fabrik an der Campbell Avenue um 1906 aufgegeben hatte, in der 88 Elm Street, West Haven, und an der 43 West 57th Street, New York, ansässig.
1931 brachte die Mathushek Piano Manufacturing Company einen Spinett-Flügel heraus, ein Tafelklavier, das nur den „Platz einer Lounge“ benötigte. Sie griffen das alte Colibri-Design auf und setzten andere Flügel- und Dämpfermechaniken ein, die auf einem Patent von Fernando A. Wessell, Red Bank, New Jersey 1935 basierten.
C. Albert Jacob, Präsident beider Unternehmen, der Jacob Brothers und der Mathushek Piano Manufacturing Co., starb 1940. Ihm folgten seine Söhne C. Albert Jacob jr. als Vizepräsident und früherer Präsident der Klavierbauer-Vereinigung und Charles Hall Jacob nach. 
Charles Hall Jacob starb 1953. 1954 wurde die Mathushek Piano Manufacturing Company an Alexander P. Brown verkauft, einen Erfinder, der neunzehn Patente für Spinettmechaniken und Gehäuse hielt. Die Fertigung zog von der 138th Street Ecke Walton Avenue in der Bronx zu der neuen Anschrift 4401 11th Street, Queens, Long Island City um.

## 2005 bis heute
Das Unternehmen Burgett Brothers, Inc., Eigentümer von Mason & Hamlin und Sohmer & Co. beanspruchten im Jahr 2005 gerichtlich den Namen für Klaviere zu verwenden, aber sie gaben die Markenrechte 2007 auf.
Geoffrey Sive aus Woodbridge, Connecticut, der 2006 den Namen Gildemeester & Kroeger registrierte, eine andere lange schon untätig gewesene Klavierbaufirma, beantragte den Namen Mathushek im Frühjahr 2008 benutzen zu dürfen.